# 陈率祖
陈率祖（？—？），湖南祁阳人，是一名清朝政治人物。
陈率祖曾于1781年接替姚学甲任嘉定县知县一职。他在擔任知縣期間曾經修葺位於安亭的严泗桥。1782年由赵源治接任。